# Oettingen in Bayern
Oettingen in Bayern, magyar nyelven: Öttingen, település és város Németországban, azon belül Bajorországban. Lakosainak száma 5359 fő (2023. december 31.). Oettingen in Bayern Polsingen, Hainsfarth, Munningen és Nördlingen községekkel határos.

## Népesség
A település népessége az elmúlt években az alábbi módon változott:
| Lakosok száma | 2868 | 3883 | 4392 | 4616 | 5096 | 5089 | 5107 | 5136 | 5284 | 5359 |
|               | 1875 | 1950 | 1975 | 1987 | 2012 | 2014 | 2016 | 2017 | 2021 | 2023 |

## Fekvése
A Ries-kráter vidékének központjában, a B 466-os út mellett, Auhausentől 6 km-re fekvő település.

## Története
A bajorországi sváb kerületben fekvő város a wörnitzi vasút mellett található. 1890-ben 3097 lakosa volt. Lakossága gazdasági gépgyártással, orgona-, harmonium- és zongorakészítéssel foglalkozott.

## Leírása
Oettingen bűbájos óvárosi főterén álló reneszánsz szökőkutat fagerendás paraszt-reneszánsz és kora barokk polgárházak veszik körül.
A városban található a spielbergi hercegek kastélya. A 17. századi Új-kastély (Neuess Schloss) hatalmas tömbje és ápolt kertje felé barokk-házsor vezet. Városkapuja pedig román alapokra épült.

## Nevezetességek
- Városkapu
- Óváros főtere - fagerendás, kora barokk parasztreneszánsz házaival
- Új kastély - a 17. század végén épült

## Itt születtek, itt éltek
- Johann Georg Brix (kb 1665-1742) - bajor építész itt született 1665-ben.

## Galéria

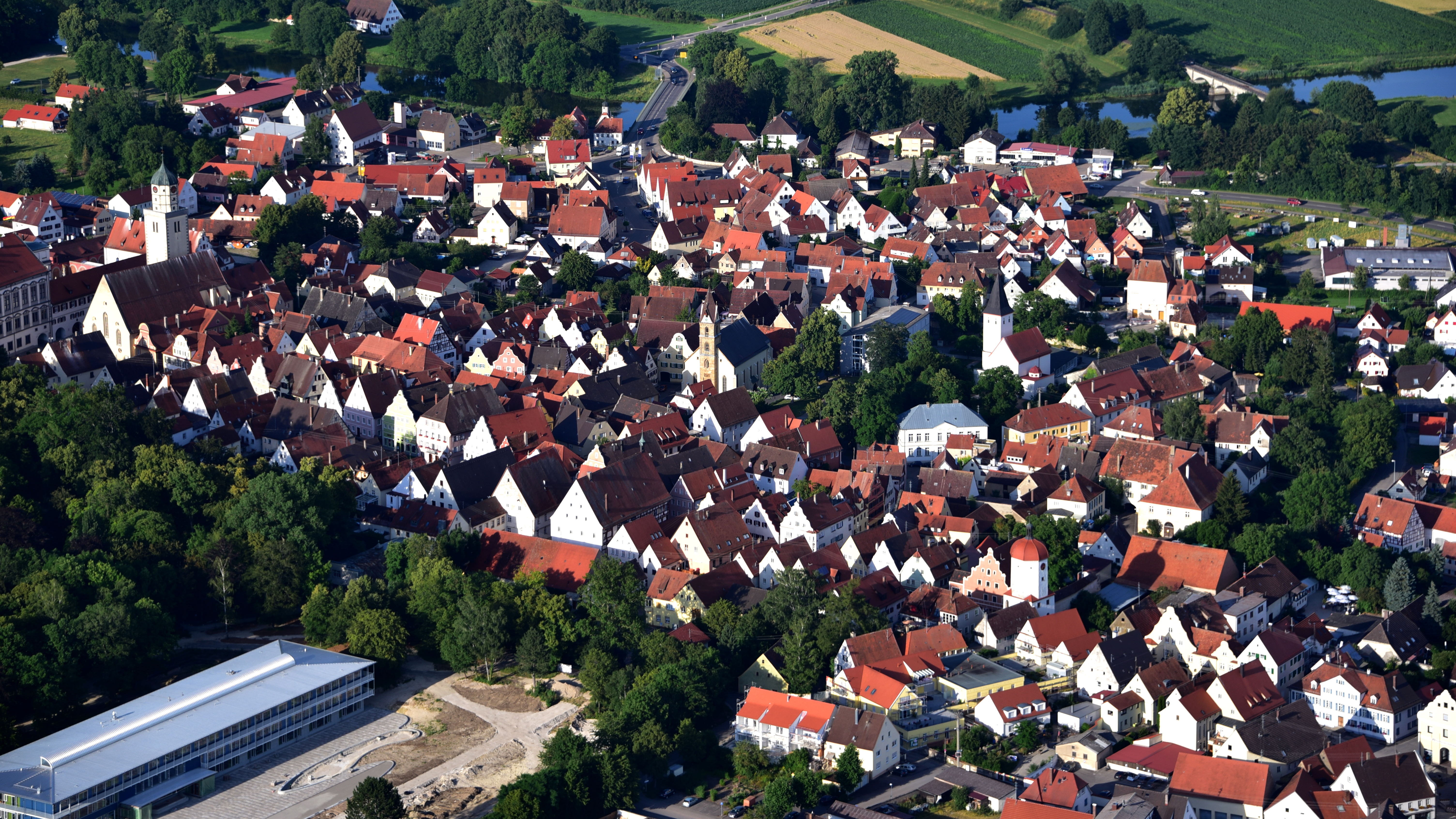
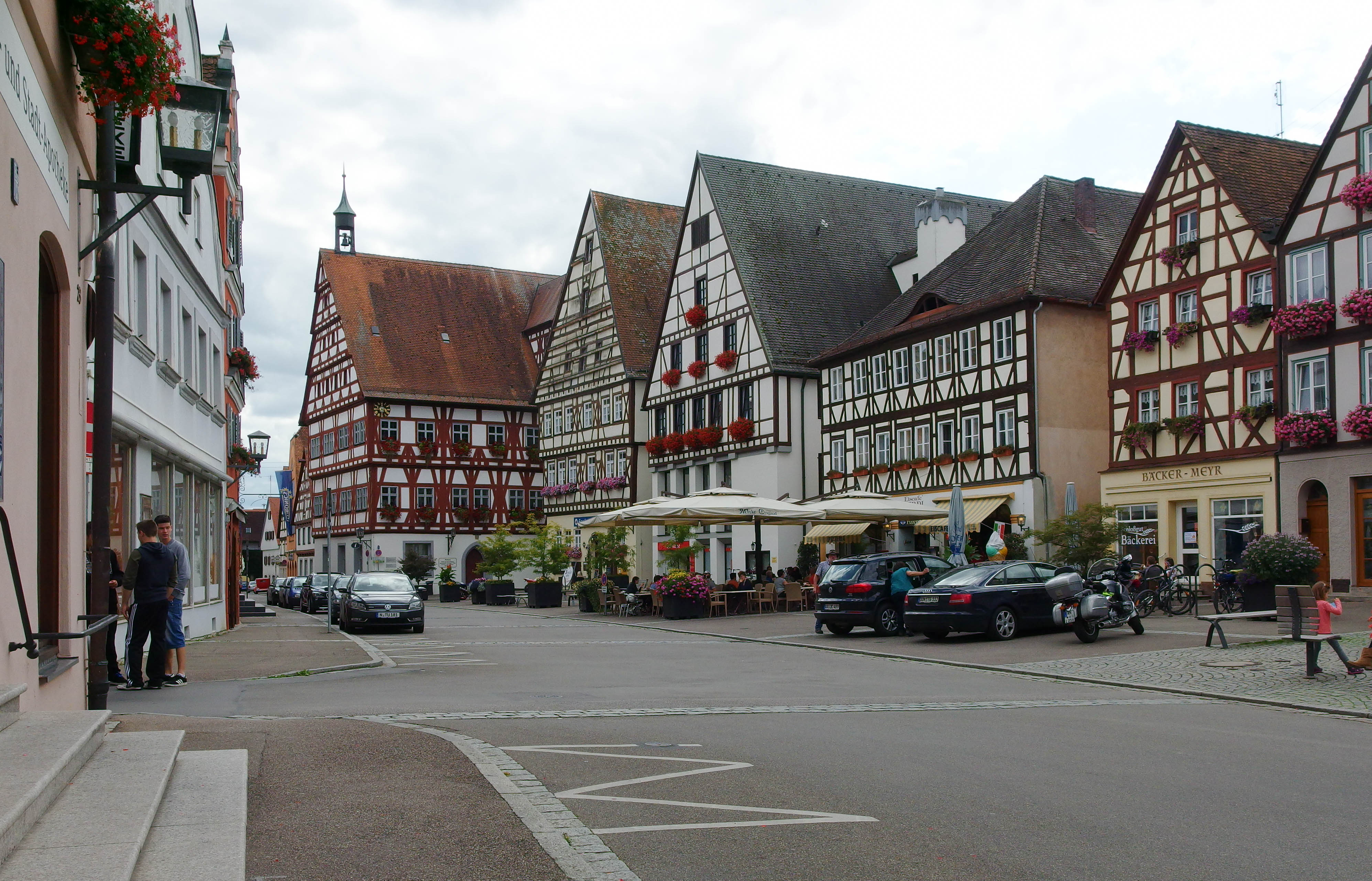
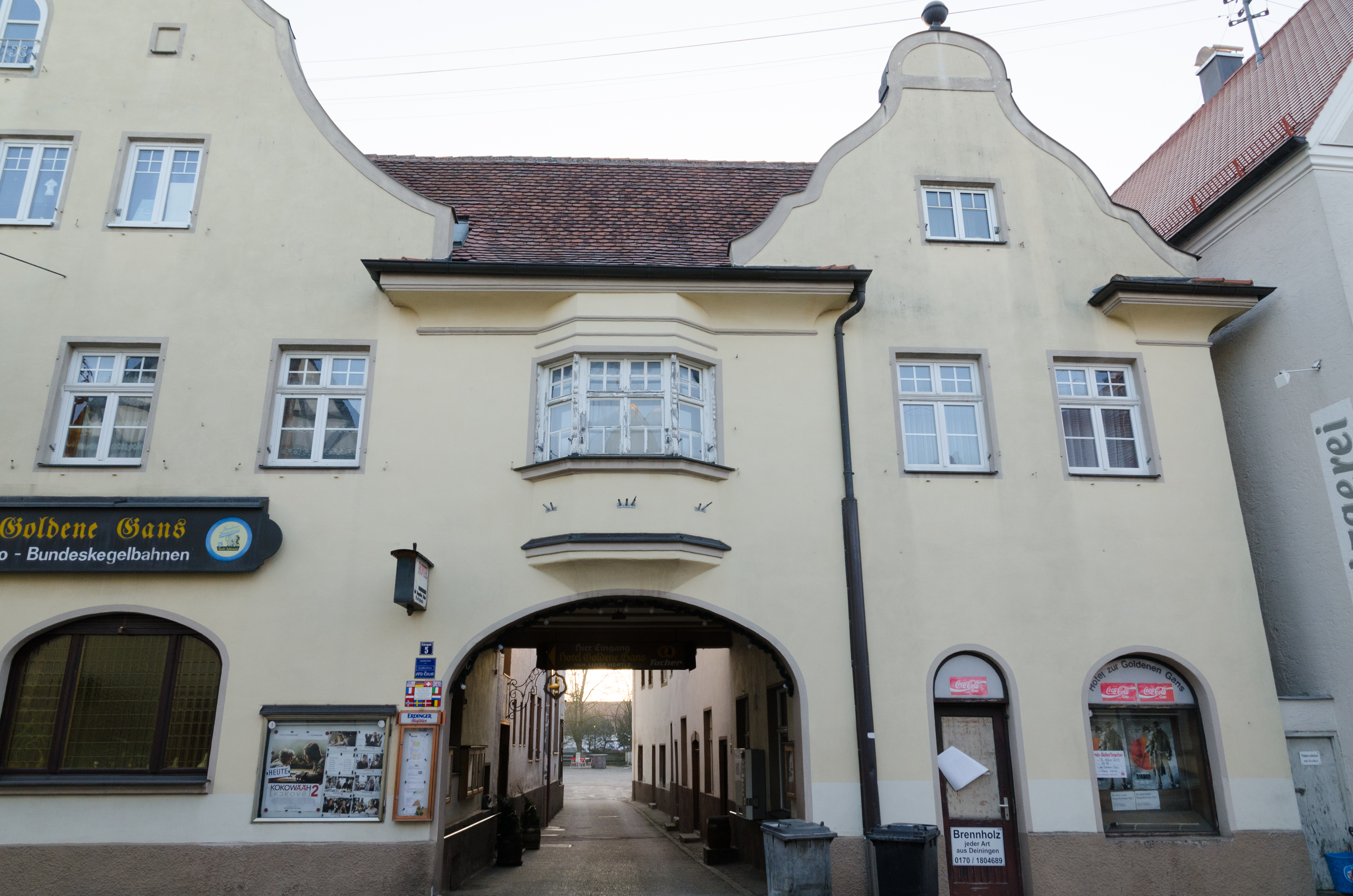
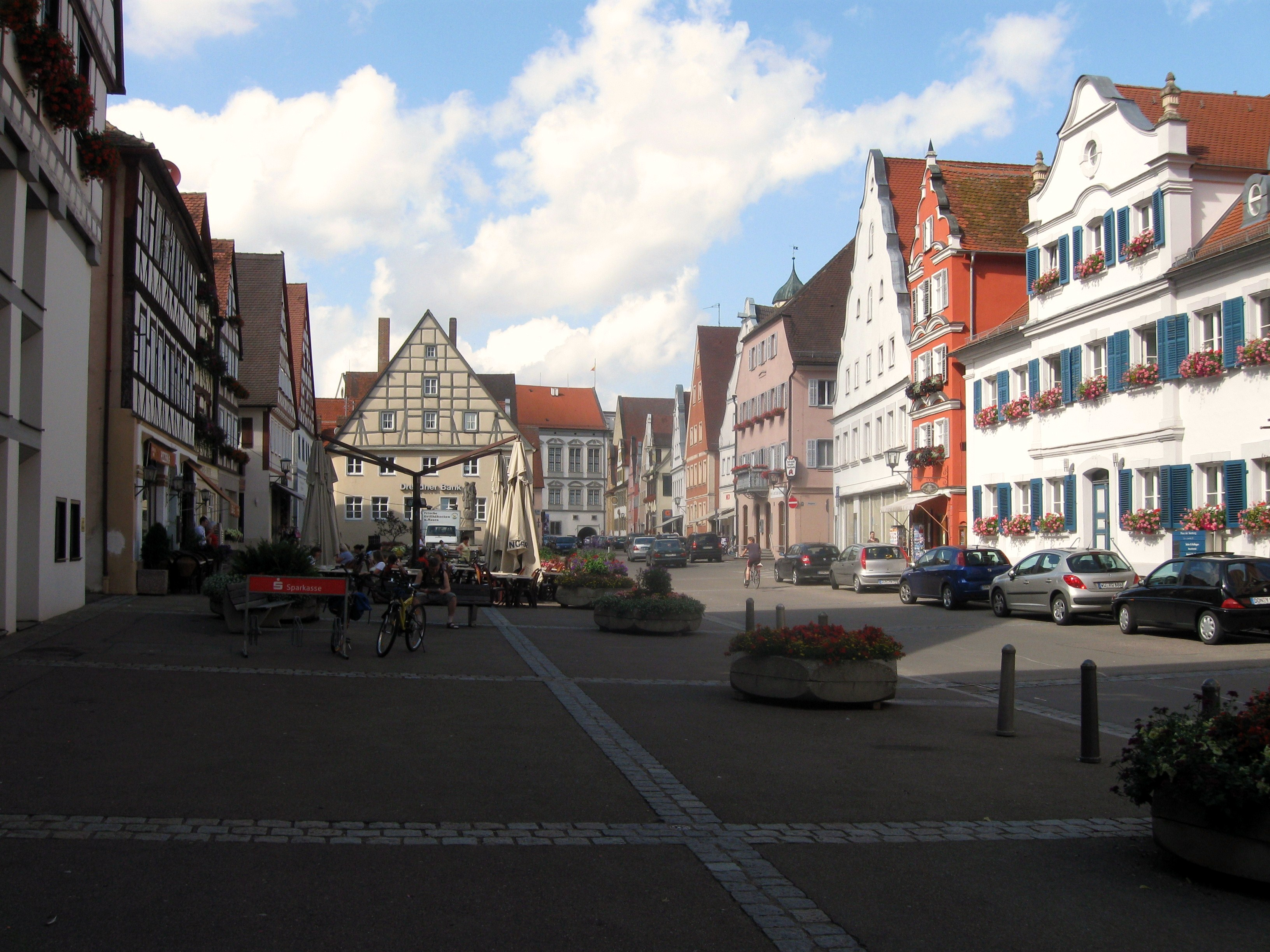
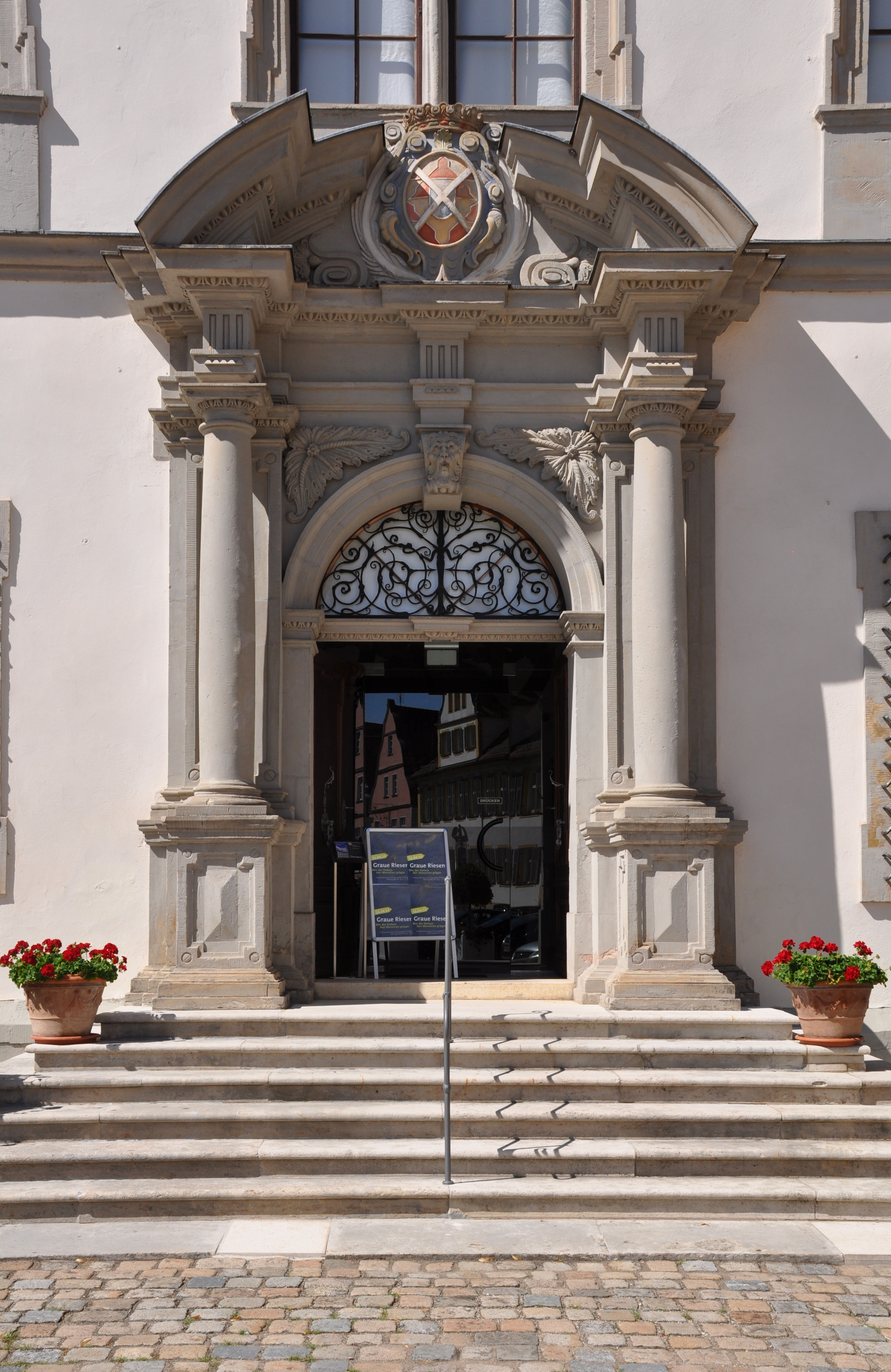
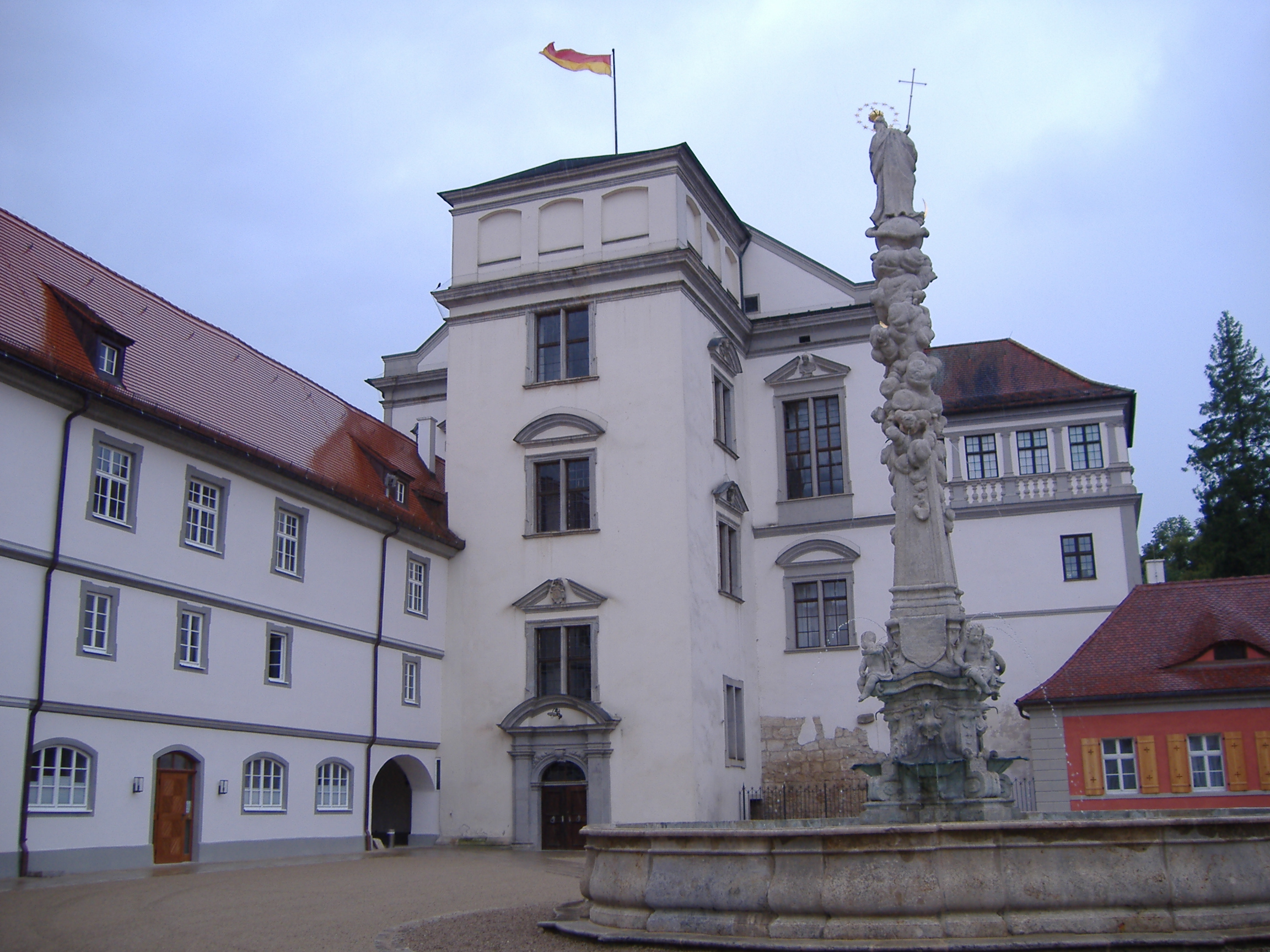
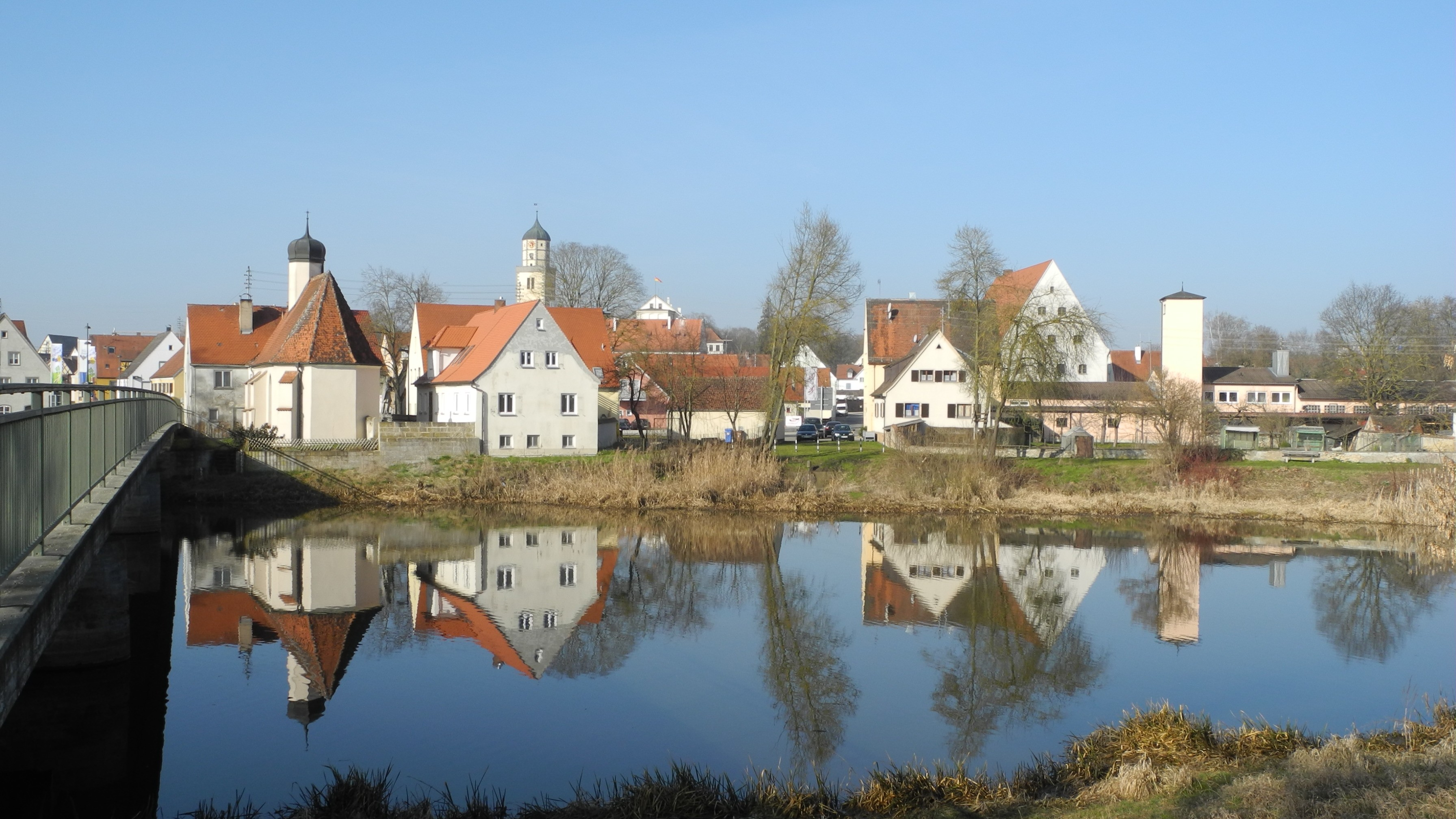
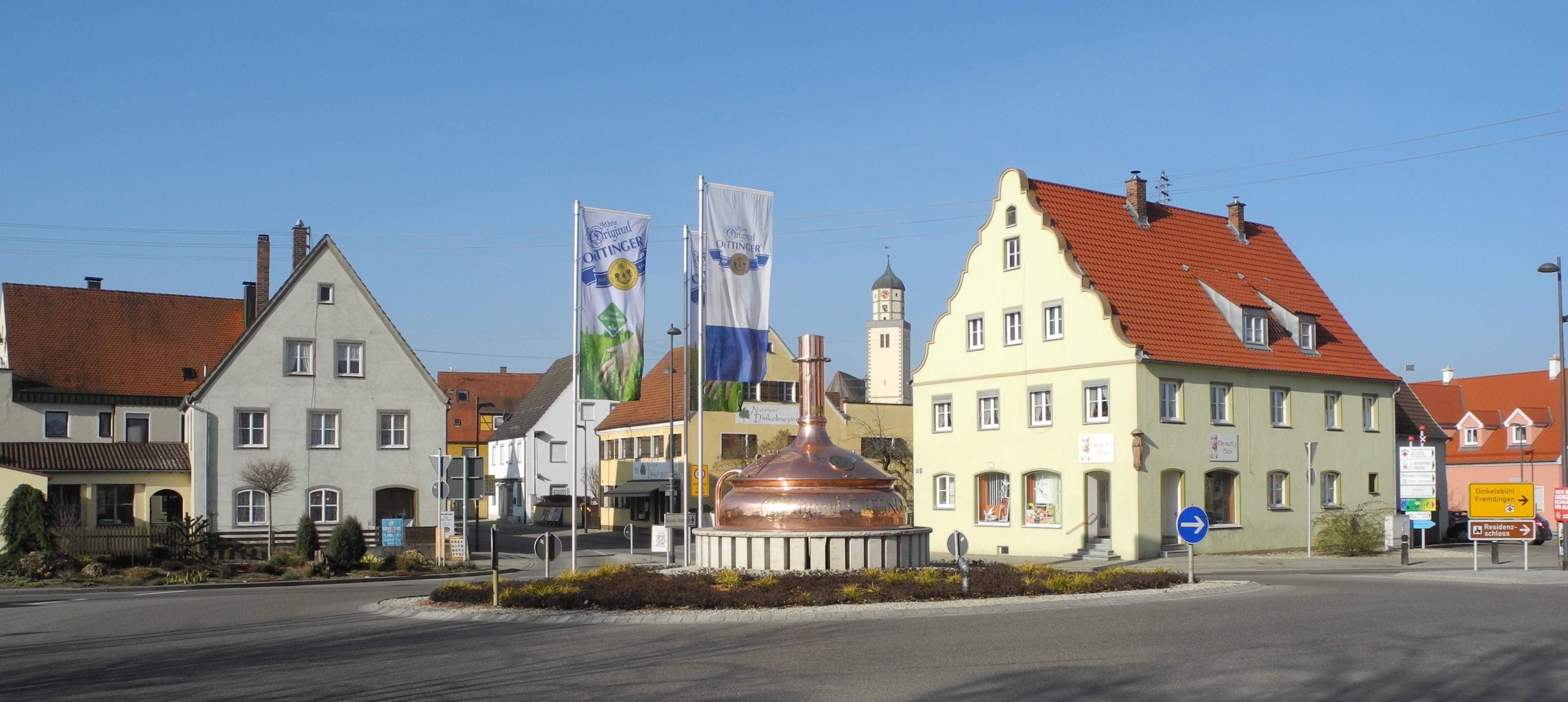